# Valle de Limehouse
El Valle de Limehouse en Limehouse, en el Municipio de la Torre Hamlets de Londres provee un enlace navegable entre el Canal de Regent's y el Río Támesis, a través de la  Esclusa del Valle de Limehouse. Un Valle situado al norte de Mile End, cerca de Victoria Park, conecta con el Hertford Union Canal conduciendo a la  River Lee Navigation. El desembarcadero originalmente cubría un área de 15 acres. El valle se encuentra entre los Docklands Light Railway (DLR) y la línea histórica de Narrow Street. Directamente al este, se encuentra el pequeño parque Ropemaker's Fields.

## Historia

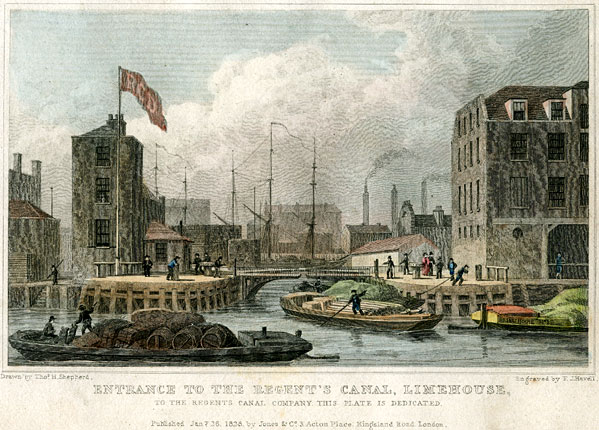
El Regent's Canal Dock, 1828

El canal del valle fue construido por la Regent's Canal Company, era conocido anteriormente como Regent's Canal Dock y era usado por buques de navegación marítima y barcazas para descargar cargamentos a buques del canal, para transportar continuamente a lo largo del Canal de Regent's. Aunque inicialmente hubo una falla comercial posteriormente a su apertura en 1820, para mediados del siglo XVIII el embarcadero (y el canal) tuvieron un enorme éxito comercial por la importancia del abastecimiento de carbón a las numerosas fábricas de gas y posteriormente a las estaciones generadoras de electricidad a lo largo del canal, y por uso doméstico y comercial. En su mejor momento fue la entrada principal del Támesis a la conexión nacional de canales. Su uso declinó con el incremento de las vías férreas, sin embargo con el incremento del tráfico del canal durante Primera Guerra Mundial y  Segunda Guerra Mundial le dio un breve resurgimiento.
Los Docklands Light Railway fueron construidos sobre un viaducto originalmente construido por la London and Blackwall Railway encima de los muelles originales a lo largo de la parte norte del valle. Más allá de estos, la Commercial Road Lock conduce al Canal de Regent's.
Al este de la entrada del canal, detrás de un arco de viaducto está la torre octogonal de una acumulador hidráulico, 1869, reemplazando una estructura antigua y pionera de 1850 por William George Armstrong, ingeniero e inventor [cita requerida]. Esto reguló la presión hidráulica de la extensa red del valle que suministra el carbón de manejo de maquinaria. Las bombas hidráulicas que están asociadas con la planta generadora de vapor fueron eliminadas. El edificio fue convertido por Dransfield Owens para el London Docklands Corporación para el Desarrollo para funcionar como una plataforma de observación. Esto (y el valle) ahora es propiedad de la Frontera Marítima Británica; y es un Grado II edificio catalogado, y está abierto todos los años durante Open House Weekend, usualmente en la tercera semana de septiembre.
En el siglo XIX, el steam-power ganó dominio, las instalaciones de Limehouse se volvieron muy pequeñas para los nuevos, más grandes barcos de vapor. Subsecuentemente, las instalaciones fueron objeto de uso para la firma de T&W Forestt construyendo botes de salvavidas para Royal National Lifeboat Institution. Entre los años 1852 y 1890, varias de las instituciones de botes de salvavidas fueron construidas en Limehouse.
La historia de la conexión de la cuenca con el Támesis y Limehouse Cut es muy compleja, pero en 1968 se construyó una nueva sección corta del canal, que volvió a conectar Limehouse Cut a Basin y reemplazó la antigua conexión de Limehouse Cut con el Támesis. Se cerró a la marina mercante en 1969, dejando un muelle de Dársena para embarcaciones de recreo.

### Re-urbanización

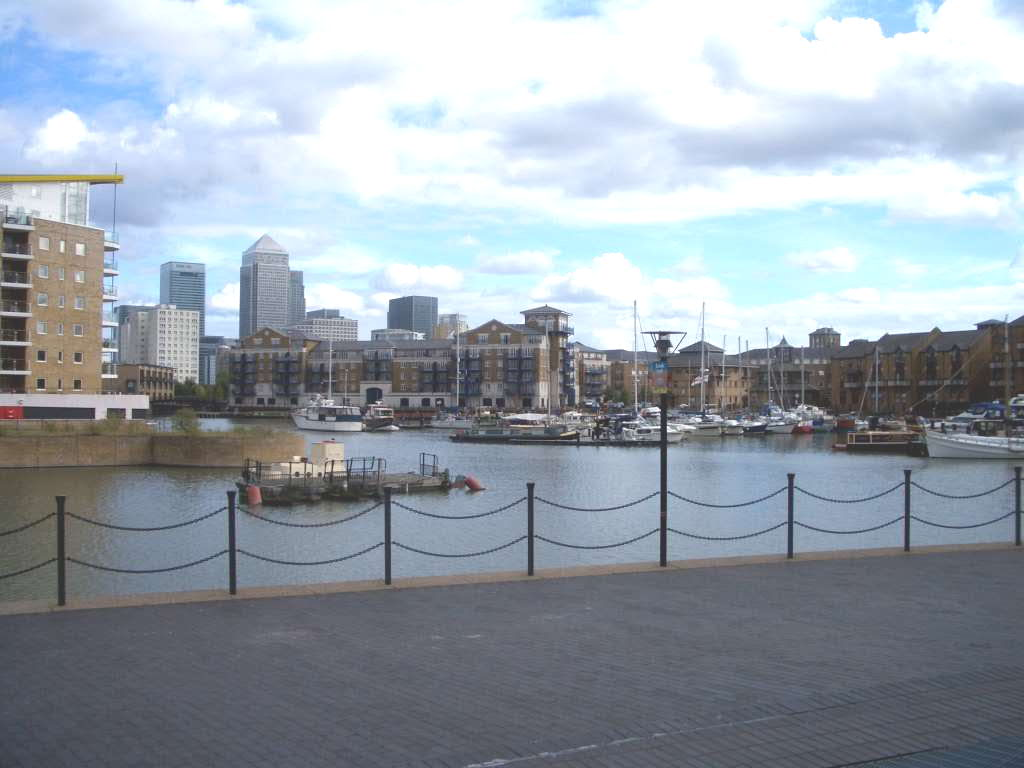
El valle de Limehouse, 2004

La re-urbanización del valle dio inicio en 1983 como parte del plan maestro general de la zona Docklands de la Corporación para el desarrollo de London Docklands. Sin embargo, tuvieron que pasar años para que el plan llegara a un buen término. El auge y la caída de la propiedad de la década de 1980 retrasaron considerablemente el progreso,  al igual que la construcción del túnel de Limehouse Link que fue construida bajo el lado norte del valle en la década de 1990. A principios de 2004, la mayoría de la tierra, una vez abandonada que rodea al valle se había convertido en pisos de lujo.
Muchas casas del valle fueron construidos por Bellway Homes.   La construcción se llevó a cabo en varias fases. Una de las primeras fases fue Limehouse West consta de 262 apartamentos : Medland House(2 edificios - bloques A1/A2 y A3), Berglen Court (3 edificios - bloques B1, B2/B3 y B4/B5) y el Pinnacle (1 edificio - de un bloque B6). La fase 4 constaba de tres bloques de apartamentos y casas en la costa al final del valle : Bloque D , un edificio de apartamentos de 11 plantas (Pinnacle II); Bloque E, nueve casas de tres plantas en dos terrazas de seis y tres casas; y el Bloque F, un edificio de apartamentos de cinco pisos.

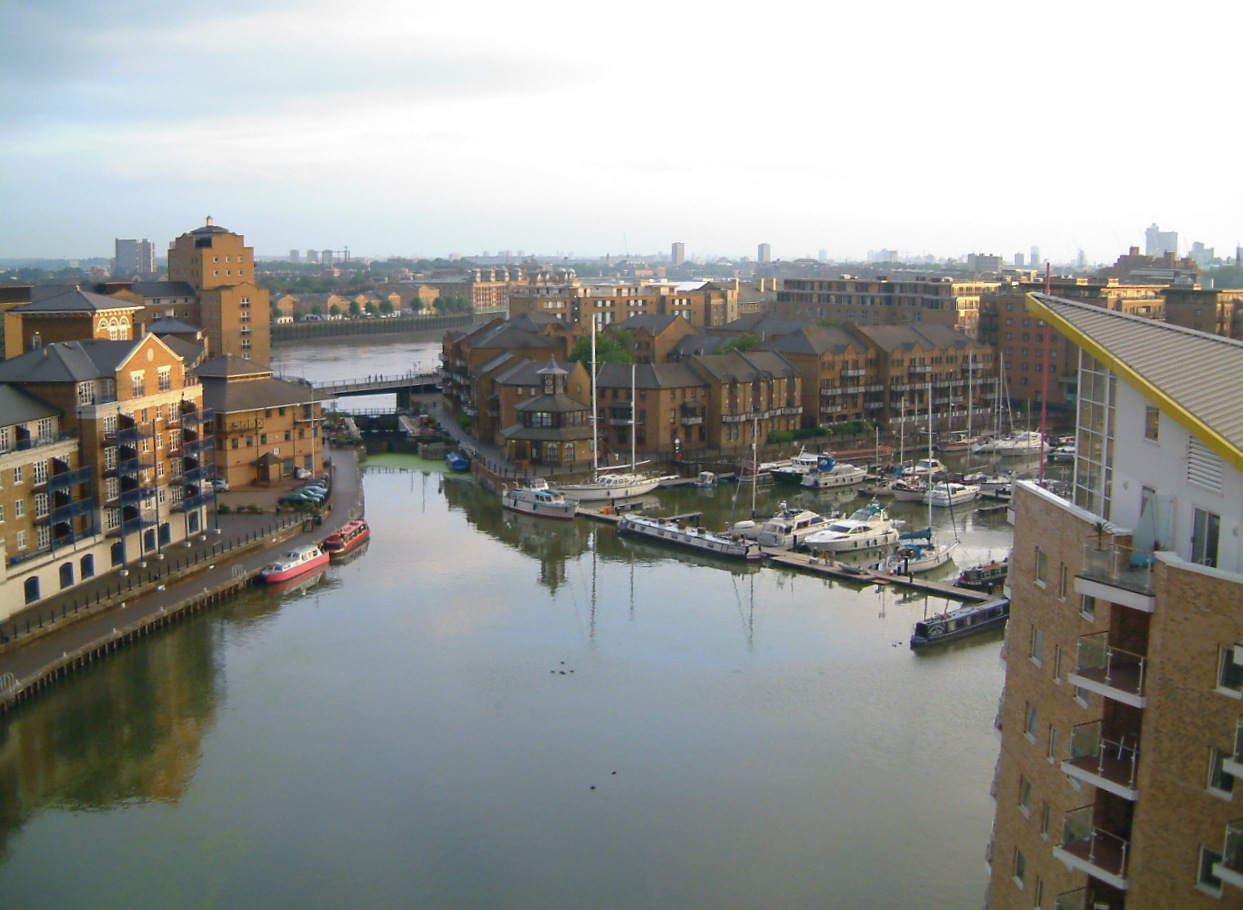
Valle Limehouse como se ve desde un apartamento en el borde de la Marina, con el río Támesis en el fondo.

Además de los bloques de apartamentos que rodean Limehouse Basin, hay otras instalaciones.
La Asociación de cruceros tiene su sede en Limehouse Basin y Master Ding Academy, un centro de taichí , inaugurado en marzo de 2005 en una tienda de Berglen Court. Más abajo en Narrow Street hay muchos pubs , incluido The Narrow (dirigido por Gordon Ramsay ) y The Grapes , un pub histórico de estilo antiguo.
Al sur de Basin se encuentra el centro comercial Mosaic. Hay muchas tiendas como La Figa (un restaurante italiano), Verde (una tienda de delicatessen y cafetería italiana) y una tintorería.